# Bernard Julia
Bernard Julia, né en 1952 est un physicien théoricien français. Il est actuellement directeur de recherche au CNRS et travaille au sein du Laboratoire de physique théorique de l'ENS. 

## Biographie
Il est le fils aîné du chimiste Marc Julia, petit-fils du mathématicien Gaston Julia et arrière-petit-fils du compositeur Ernest Chausson.
En collaboration avec Eugène Cremmer et Joël Scherk, il a construit en 1978 la théorie de la supergravité maximale à 11 dimensions. 

## Publications
(Liste non exhaustive)
- Julia, B.; Zee, A. (1975). "Poles with both magnetic and electric charges in non-Abelian gauge theory". Phys. Rev. D 11: 2227–2232. Bibcode:1975PhRvD..11.2227J. doi:10.1103/PhysRevD.11.2227.
- (en) E. Cremmer, B. Julia, J. Scherk, Supergravity Theory In Eleven-Dimensions., Phys.Lett.B76:409-412,1978. (Entrée SPIRES)
- (en) E. Cremmer, B. Julia, The N=8 Supergravity Theory. 1. The Lagrangian., Phys.Lett.B80:48,1978. (Entrée SPIRES)
- (en) E. Cremmer, B. Julia, J. Scherk, S. Ferrara, L. Girardello, P. van Nieuwenhuizen, Spontaneous Symmetry Breaking And Higgs Effect In Supergravity Without Cosmological Constant., Nucl.Phys.B147:105,1979. (Entrée SPIRES)
- (en) E. Cremmer, B. Julia, The So(8) Supergravity., Nucl.Phys.B159:141,1979. (Entrée SPIRES)
- (en) E. Cremmer, B. Julia, H. Lu (École Normale Supérieure), C.N. Pope, Dualization of dualities. 1., Nucl.Phys.B523:73-144,1998. (Entrée SPIRES)